# Rue Commarmot
La rue Commarmot est une voie du quartier des Terreaux dans le 1er arrondissement de Lyon, en France.

## Situation et accès
Cette voie assez étroite et courte débute rue de l'Arbre-Sec et se termine rue du Bât-d'Argent. Elle n'a pas de trottoirs et aucun stationnement possible. 

## Origine du nom
Le nom de cette rue est celui du propriétaire qui la fait ouvrir sur ses terrains. 

## Histoire
Elle existe depuis la Renaissanceet attestée depuis 1680.
Pendant la Révolution française, le club des citoyennes dévouées à la patrie tient ses séances le dimanche dans une maison située à l'angle de la rue Commarmot et la rue du Pas-Étroit (actuellement rue du Bât-d'Argent).